# Peugeot Type 10
La Peugeot type 10 est un modèle d'automobile Peugeot, alors appelé Peugeot Frères, conçu par Armand Peugeot. Elle est fabriquée de 1894 à 1896.

## Historique
Le type 10 est le premier « véhicule utilitaire » fabriqué par Peugeot. Le moteur passe à l'avant sous le siège conducteur.En 1895, André Michelin et Édouard Michelin, fondateurs de Michelin en 1889, inventent le pneumatique à chambre à air gonflable.
En 1896, Armand Peugeot fonde Automobile Peugeot et se détache de la société Peugeot Frères familiale (avant de refusionner les deux entreprises en 1910).

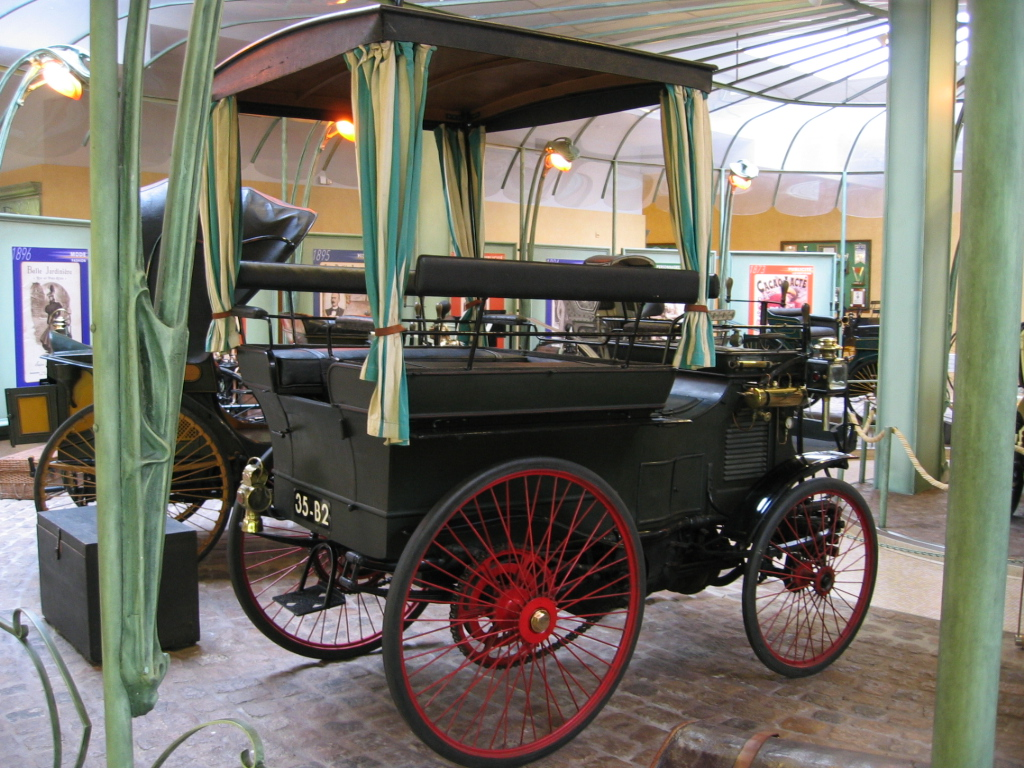
Peugeot type 10 « Break » de 1894.